# Latin igeragozás
A latin nyelvben az ige ragozható szófaj. A ragozott igéken a következőket jelölik:
- igenem (genus, cselekvő vagy szenvedő)
- mód (modus, kijelentő, kötő vagy felszólító)
- idő (tempus, jelen, múlt vagy jövő)
- állapot (actio, egyidejű vagy előidejű, más szóval folyamatos vagy befejezett)
- szám (numerus, egyes vagy többes) és
- személy (persona, első, második vagy harmadik).

Emellett az igéknek vannak igeneveik is:
- főnévi igenevek: infinitivus, gerundium, supinum
- melléknévi igenév: participium

Részesülve a főnevek, illetve a melléknevek tulajdonságaiból, az igenevek részt vesznek a névszóragozásban, habár nincs mindegyiknek teljes paradigmája.
A magyar felfogás szerinti időket az idő és az állapot együttese határozza meg, így hat időt tarthatunk számon. Nem létezik az összes kombináció, például a kötőmódnak nincs jövő ideje, a felszólító módnak múlt ideje.

## Igék csoportjai
Az igék szótári alakja négy elemből áll. Az első általában a folyamatos jelen idejű, kijelentő cselekvő igeragozás egyes szám első személyű alakja, a második a folyamatos cselekvő infinitivus, a harmadik a befejezett jelen idejű, kijelentő cselekvő igeragozás egyes szám első személyű alakja, és a negyedik a supinum, illetve annak hiányában a befejezett szenvedő participium.
Néhány ige álszenvedő, illetve félig álszenvedő. Az ő szótári alakjuk egy kissé másként néz ki.
Az álszenvedő igék jellegzetessége, hogy jelentésük cselekvő, alakjaik szenvedők, így szótári alakjuk is szenvedő alakokból áll. Az első a folyamatos jelen idejű, kijelentő szenvedő igeragozás egyes szám első személyű alakja, a második a folyamatos szenvedő infinitivus, és a harmadik alak a befejezett jelen idejű, kijelentő szenvedő igeragozás egyes szám első személyű alakja. Az ő szótári alakjuk csak három elemet tartalmaz, mivel perfectum tőre csak cselekvő alakok képzésére lenne szükség.
A félig álszenvedő igék folyamatos alakjai cselekvők, befejezett alakjaik szenvedők. Az ő szótári alakjuk is három elemű. Az első a folyamatos jelen idejű, kijelentő cselekvő igeragozás egyes szám első személyű alakja, a második a folyamatos cselekvő infinitivus és a harmadik alak a befejezett jelen idejű, kijelentő szenvedő igeragozás egyes szám első személyű alakja. Nekik sincs perfectum tövük, hiszen azt csak befejezett cselekvő alakokhoz használják.
A latin nyelvben a legtöbb ige négy csoport, coniugatio egyikébe sorolható. Az első coniugatio töve -ā, a másodiké -ē, a harmadiké mássalhangzó, i vagy u, a negyediké -ī. Az álszenvedő és a félig álszenvedő igék is besorolhatók valamelyik coniugatioba.

## Személyragozás
A latin nyelvben a szenvedő igét nem a cselekvőből képezik, hanem külön személyragjai vannak.
A folyamatos idők személyragjai kijelentő és kötőmódban:
| Cselekvő   | Szenvedő |
| ---------- | -------- |
| -o vagy -m | -or      |
| -s         | -ris     |
| -t         | -tur     |
| -mus       | -mur     |
| -tis       | -mini    |
| -nt        | -ntur    |

Bizonyos helyzetekben inkább a szenvedő alakok használatosak; a nyelv szemlélete inkább szenvedő (ami hatott a német és a magyar hivatali nyelvre, illetve az angol tudományos nyelvre). A cselekvő igét használják műveltetés, a szenvedő igét visszaható értelemben is. Azonban vannak más eszközök ezek kifejezésére. A legtöbb tárgyatlan igének is vannak szenvedő alakjai, de ezek személytelen alakok. Csak harmadik személyűek, és az összetett alakokban az igenév semlegesnemben szerepel.
A befejezett időkben, kijelentő és kötőmódban a személyragok:
| Cselekvő     |
| ------------ |
| -ī           |
| -istī        |
| -it          |
| -imus        |
| -istis       |
| -ērunt /-ēre |

A szenvedő igét ezekben az időkben összetett alakok fejezik ki, melyek az ige alannyal egyeztetett befejezett szenvedő participiumából és a létige megfelelő idejű, de folyamatos alakjaiból állnak.
A felszólító módú ragozás az előbbiekhez képest hiányos. Két idejét általában számozással különböztetik meg egymástól. Az első felszólító mód tulajdonképpen folyamatos jelen, a második felszólító mód valójában folyamatos jövő. Csak második és harmadik személye van, illetve az ünnepélyesebb második felszólító mód többes számú második személyű szenvedő alakja hiányzik. Az első felszólító mód csak második személyű lehet.
Az első felszólító mód:
| Cselekvő | Szenvedő |
| -------- | -------- |
| -(e)     | -re      |
| -te      | -mini    |

A második felszólító mód:
| Cselekvő | Szenvedő |
| -------- | -------- |
| -tō      | -tor     |
| -tō      | -tor     |
| -tōte    |          |
| -ntō     | -ntor    |

## Ragozási csoportok
A teljes ragozáshoz tudnunk kell, hogy az adott szó melyik ragozási csoport, coniugatio tagja. Ehhez az ige szótári alakja szükséges. Az első szó mögött található egy szám, amely 1 és 4 között mozog; például: bibo 3, bibi, potum iszik. Ez a szám jelzi a ragozási csoportot. Ez alapján határozhatók meg a folyamatos cselekvő infinitivus végződései:
1 āre
2 ēre
3 ĕre
4 īre
Ezeket a végződéseket kell hozzáilleszteni az első szóalak tövéhez, például bibĕre.
Álszenvedő igék esetén a folyamatos szenvedő infinitivusokra kell következtetni:
1 āri
2 ēri
3 ī
4 īri
Ebben a tekintetben a félig álszenvedő igék nem különböznek a legtöbb igétől.

### Ragozási táblázatok
Az alábbi táblázatokban a zöld a folyamatos, a kék a befejezett, a piros a supinum tövet jelenti.

#### Első igeragozás
A példa: amo 1 -avi -atum szeret.
Kijelentő és kötőmódú cselekvő és szenvedő ragozás folyamatos jelenben:
| Kijelentő cselekvő | Kijelentő szenvedő | Kötőmód cselekvő | Kötőmód szenvedő |
| ------------------ | ------------------ | ---------------- | ---------------- |
| am-o               | amo-r              | ame-m            | ame-r            |
| ama-s              | ama-ris            | ame-s            | ame-ris          |
| ama-t              | ama-tur            | ame-t            | ame-tur          |
| ama-mus            | ama-mur            | ame-mus          | ame-mur          |
| ama-tis            | ama-mini           | ame-tis          | ame-mini         |
| ama-nt             | ama-ntur           | ame-nt           | ame-ntur         |

Kijelentő és kötőmódú cselekvő és szenvedő ragozás befejezett jelenben:
| Kijelentő cselekvő | Kijelentő szenvedő | Kötőmód cselekvő | Kötőmód szenvedő |
| ------------------ | ------------------ | ---------------- | ---------------- |
| amav-i             | amatus 3 sum       | amav-erim        | amatus 3 sim     |
| amav-isti          | amatus 3 es        | amav-eris        | amatus 3 sis     |
| amav-it            | amatus 3 est       | amav-erit        | amatus 3 sit     |
| amav-imus          | amati 3 sumus      | amav-erimus      | amati 3 simus    |
| amav-itis          | amati 3 estis      | amav-eritis      | amati 3 sitis    |
| amav-erunt         | amati 3 sunt       | amav-erint       | amati 3 sint     |

Kijelentő és kötőmódú cselekvő és szenvedő ragozás folyamatos múltban:
| Kijelentő cselekvő | Kijelentő szenvedő | Kötőmód cselekvő | Kötőmód szenvedő |
| ------------------ | ------------------ | ---------------- | ---------------- |
| ama-bam            | ama-bar            | ama-rem          | ama-rer          |
| ama-bas            | ama-baris          | ama-res          | ama-reris        |
| ama-bat            | ama-batur          | ama-ret          | ama-retur        |
| ama-bamus          | ama-bamur          | ama-remus        | ama-remur        |
| ama-batis          | ama-bamini         | ama-retis        | ama-remini       |
| ama-bant           | ama-bantur         | ama-rent         | ama-rentur       |

Kijelentő és kötőmódú cselekvő és szenvedő ragozás befejezett múltban:
| Kijelentő cselekvő | Kijelentő szenvedő | Kötőmód cselekvő | Kötőmód szenvedő |
| ------------------ | ------------------ | ---------------- | ---------------- |
| amav-eram          | amatus 3 eram      | amav-issem       | amatus 3 essem   |
| amav-eras          | amatus 3 eras      | amav-isses       | amatus 3 esses   |
| amav-erat          | amatus 3 erat      | amav-isset       | amatus 3 esset   |
| amav-eramus        | amati 3 eramus     | amav-issemus     | amati 3 essemus  |
| amav-eratis        | amati 3 eratis     | amav-issetis     | amati 3 essetis  |
| amav-erant         | amati 3 erant      | amav-issent      | amati 3 essent   |

A kötőmódnak nincs jövő ideje, így az alábbiakban csak a kijelentő mód szerepel:
Kijelentő cselekvő és szenvedő ragozás folyamatos jövőben:
| Kijelentő cselekvő | Kijelentő szenvedő |
| ------------------ | ------------------ |
| ama-bo             | ama-bor            |
| ama-bis            | ama-beris          |
| ama-bit            | ama-bitur          |
| ama-bimus          | ama-bimur          |
| ama-bitis          | ama-bimini         |
| ama-bunt           | ama-buntur         |

Kijelentő cselekvő és szenvedő ragozás befejezett jövőben:
| Kijelentő cselekvő | Kijelentő szenvedő |
| ------------------ | ------------------ |
| amav-ero           | amatus 3 ero       |
| amav-eris          | amatus 3 eris      |
| amav-erit          | amatus 3 erit      |
| amav-erimus        | amati 3 erimus     |
| amav-eritis        | amati 3 eritis     |
| amav-erint         | amati 3 erint      |

#### Második igeragozás
A példa: augeo 2, auxi, auctum - növel, gyarapít.
Kijelentő és kötőmódú cselekvő és szenvedő ragozás folyamatos jelenben:
| Kijelentő cselekvő | Kijelentő szenvedő | Kötőmód cselekvő | Kötőmód szenvedő |
| ------------------ | ------------------ | ---------------- | ---------------- |
| auge-o             | auge-or            | auge-am          | auge-ar          |
| auge-s             | auge-ris           | auge-as          | auge-aris        |
| auge-t             | auge-tur           | auge-at          | auge-atur        |
| auge-mus           | auge-mur           | auge-amus        | auge-amur        |
| auge-tis           | auge-mini          | auge-atis        | auge-amini       |
| auge-nt            | auge-ntur          | auge-ant         | auge-antur       |

Kijelentő és kötőmódú cselekvő és szenvedő ragozás befejezett jelenben:
| Kijelentő cselekvő | Kijelentő szenvedő | Kötőmód cselekvő | Kötőmód szenvedő |
| ------------------ | ------------------ | ---------------- | ---------------- |
| aux-i              | auctus 3 sum       | aux-erim         | auctus 3 sim     |
| aux-isti           | auctus 3 es        | aux-eris         | auctus 3 sis     |
| aux-it             | auctus 3 est       | aux-erit         | auctus 3 sit     |
| aux-imus           | aucti 3 sumus      | aux-erimus       | aucti 3 simus    |
| aux-itis           | aucti 3 estis      | aux-eritis       | aucti 3 sitis    |
| aux-erunt          | aucti 3 sunt       | aux-erint        | aucti 3 sint     |

Kijelentő és kötőmódú cselekvő és szenvedő ragozás folyamatos múltban:
| Kijelentő cselekvő | Kijelentő szenvedő | Kötőmód cselekvő | Kötőmód szenvedő |
| ------------------ | ------------------ | ---------------- | ---------------- |
| auge-bam           | auge-bar           | auge-rem         | auge-rer         |
| auge-bas           | auge-baris         | auge-res         | auge-reris       |
| auge-bat           | auge-batur         | auge-ret         | auge-retur       |
| auge-bamus         | auge-bamur         | auge-remus       | auge-remur       |
| auge-batis         | auge-bamini        | auge-retis       | auge-remini      |
| auge-bant          | auge-bantur        | auge-rent        | auge-rentur      |

Kijelentő és kötőmódú cselekvő és szenvedő ragozás befejezett múltban:
| Kijelentő cselekvő | Kijelentő szenvedő | Kötőmód cselekvő | Kötőmód szenvedő |
| ------------------ | ------------------ | ---------------- | ---------------- |
| aux-eram           | auctus 3 eram      | aux-issem        | auctus 3 essem   |
| aux-eras           | auctus 3 eras      | aux-isses        | auctus 3 esses   |
| aux-erat           | auctus 3 erat      | aux-isset        | auctus 3 esset   |
| aux-eramus         | aucti 3 eramus     | aux-issemus      | aucti 3 essemus  |
| aux-eratis         | aucti 3 eratis     | aux-issetis      | aucti 3 essetis  |
| aux-erant          | aucti 3 erant      | aux-issent       | aucti 3 essent   |

A kötőmódnak nincs jövő ideje, így az alábbiakban csak a kijelentő mód szerepel:
Kijelentő cselekvő és szenvedő ragozás folyamatos jövőben:
| Kijelentő cselekvő | Kijelentő szenvedő |
| ------------------ | ------------------ |
| auge-bo            | auge-bor           |
| auge-bis           | auge-beris         |
| auge-bit           | auge-bitur         |
| auge-bimus         | auge-bimur         |
| auge-bitis         | auge-bimini        |
| auge-bunt          | auge-buntur        |

Kijelentő cselekvő és szenvedő ragozás befejezett jövőben:
| Kijelentő cselekvő | Kijelentő szenvedő |
| ------------------ | ------------------ |
| aux-ero            | auctus 3 ero       |
| aux-eris           | auctus 3 eris      |
| aux-erit           | auctus 3 erit      |
| aux-erimus         | aucti 3 erimus     |
| aux-eritis         | aucti 3 eritis     |
| aux-erint          | aucti 3 erint      |

#### Harmadik igeragozás
A példa: pellicio 3, pellexi, pellectum- csábít, csalogat.
Kijelentő és kötőmódú cselekvő és szenvedő ragozás folyamatos jelenben:
| Kijelentő cselekvő | Kijelentő szenvedő | Kötőmód cselekvő | Kötőmód szenvedő |
| ------------------ | ------------------ | ---------------- | ---------------- |
| pellici-o          | pellici-or         | pellici-am       | pellici-ar       |
| pellici-s          | pellic-e-ris       | pellici-as       | pellici-aris     |
| pellici-t          | pellici-tur        | pellici-at       | pellici-atur     |
| pellici-mus        | pellici-mur        | pellici-amus     | pellici-amur     |
| pellici-tis        | pellici-mini       | pellici-atis     | pellici-amini    |
| pellic-u-nt        | pellic-u-ntur      | pellici-ant      | pellici-antur    |

Kijelentő és kötőmódú cselekvő és szenvedő ragozás befejezett jelenben:
| Kijelentő cselekvő | Kijelentő szenvedő | Kötőmód cselekvő | Kötőmód szenvedő |
| ------------------ | ------------------ | ---------------- | ---------------- |
| pellex-i           | pellectus 3 sum    | pellex-erim      | pellectus 3 sim  |
| pellex-isti        | pellectus 3 es     | pellex-eris      | pellectus 3 sis  |
| pellex-it          | pellectus 3 est    | pellex-erit      | pellectus 3 sit  |
| pellex-imus        | pellecti 3 sumus   | pellex-erimus    | pellecti 3 simus |
| pellex-itis        | pellecti 3 estis   | pellex-eritis    | pellecti 3 sitis |
| pellex-erunt       | pellecti 3 sunt    | pellex-erint     | pellecti 3 sint  |

Kijelentő és kötőmódú cselekvő és szenvedő ragozás folyamatos múltban:
| Kijelentő cselekvő | Kijelentő szenvedő | Kötőmód cselekvő | Kötőmód szenvedő |
| ------------------ | ------------------ | ---------------- | ---------------- |
| pellici-ebam       | pellici-ebar       | pellici-erem     | pellici-erer     |
| pellici-ebas       | pellici-ebaris     | pellici-eres     | pellici-ereris   |
| pellici-ebat       | pellici-ebatur     | pellici-eret     | pellici-eretur   |
| pellici-ebamus     | pellici-ebamur     | pellici-eremus   | pellici-eremur   |
| pellici-ebatis     | pellici-ebamini    | pellici-eretis   | pellici-eremini  |
| pellici-ebant      | pellici-ebantur    | pellici-erent    | pellici-erentur  |

Kijelentő és kötőmódú cselekvő és szenvedő ragozás befejezett múltban:
| Kijelentő cselekvő | Kijelentő szenvedő | Kötőmód cselekvő | Kötőmód szenvedő   |
| ------------------ | ------------------ | ---------------- | ------------------ |
| pellex-eram        | pellectus 3 eram   | pellex-issem     | pellectus 3 essem  |
| pellex-eras        | pellectus 3 eras   | pellex-isses     | pellectus 3 esses  |
| pellex-erat        | pellectus 3 erat   | pellex-isset     | pellectus 3 esset  |
| pellex-eramus      | pellecti 3 eramus  | pellex-issemus   | pellecti 3 essemus |
| pellex-eratis      | pellecti 3 eratis  | pellex-issetis   | pellecti 3 essetis |
| pellex-erant       | pellecti 3 erant   | pellex-issent    | pellecti 3 essent  |

A kötőmódnak nincs jövő ideje, így az alábbiakban csak a kijelentő mód szerepel:
Kijelentő cselekvő és szenvedő ragozás folyamatos jövőben:
| Kijelentő cselekvő | Kijelentő szenvedő |
| ------------------ | ------------------ |
| pellici-am         | pellici-ar         |
| pellici-es         | pellici-eris       |
| pellici-et         | pellici-etur       |
| pellici-emus       | pellici-emur       |
| pellici-etis       | pellici-emini      |
| pellici-ent        | pellici-entur      |

Kijelentő cselekvő és szenvedő ragozás befejezett jövőben:
| Kijelentő cselekvő | Kijelentő szenvedő |
| ------------------ | ------------------ |
| pellex-ero         | pellectus 3 ero    |
| pellex-eris        | pellectus 3 eris   |
| pellex-erit        | pellectus 3 erit   |
| pellex-erimus      | pellecti 3 erimus  |
| pellex-eritis      | pellecti 3 eritis  |
| pellex-erint       | pellecti 3 erint   |

#### Negyedik igeragozás
A példa: custodio 4, custodivi, custoditum őriz, védelmez.
Kijelentő és kötőmódú cselekvő és szenvedő ragozás folyamatos jelenben:
| Kijelentő cselekvő | Kijelentő szenvedő | Kötőmód cselekvő | Kötőmód szenvedő |
| ------------------ | ------------------ | ---------------- | ---------------- |
| custodi-o          | custodi-or         | custodi-am       | custodi-ar       |
| custodi-s          | custodi-ris        | custodi-as       | custodi-aris     |
| custodi-t          | custodi-tur        | custodi-at       | custodi-atur     |
| custodi-mus        | custodi-mur        | custodi-amus     | custodi-amur     |
| custodi-tis        | custodi-mini       | custodi-atis     | custodi-amini    |
| custodi-u-nt       | custodi-u-ntur     | custodi-ant      | custodi-antur    |

Kijelentő és kötőmódú cselekvő és szenvedő ragozás befejezett jelenben:
| Kijelentő cselekvő | Kijelentő szenvedő | Kötőmód cselekvő | Kötőmód szenvedő  |
| ------------------ | ------------------ | ---------------- | ----------------- |
| custodiv-i         | custoditus 3 sum   | custodiv-erim    | custoditus 3 sim  |
| custodiv-isti      | custoditus 3 es    | custodiv-eris    | custoditus 3 sis  |
| custodiv-it        | custoditus 3 est   | custodiv-erit    | custoditus 3 sit  |
| custodiv-imus      | custoditi 3 sumus  | custodiv-erimus  | custoditi 3 simus |
| custodiv-itis      | custoditi 3 estis  | custodiv-eritis  | custoditi 3 sitis |
| custodiv-erunt     | custoditi 3 sunt   | custodiv-erint   | custoditi 3 sint  |

Kijelentő és kötőmódú cselekvő és szenvedő ragozás folyamatos múltban:
| Kijelentő cselekvő | Kijelentő szenvedő | Kötőmód cselekvő | Kötőmód szenvedő |
| ------------------ | ------------------ | ---------------- | ---------------- |
| custodi-ebam       | custodi-ebar       | custodi-rem      | custodi-rer      |
| custodi-ebas       | custodi-ebaris     | custodi-res      | custodi-reris    |
| custodi-ebat       | custodi-ebatur     | custodi-ret      | custodi-retur    |
| custodi-ebamus     | custodi-ebamur     | custodi-remus    | custodi-remur    |
| custodi-ebatis     | custodi-ebamini    | custodi-retis    | custodi-remini   |
| custodi-ebant      | custodi-ebantur    | custodi-rent     | custodi-rentur   |

Kijelentő és kötőmódú cselekvő és szenvedő ragozás befejezett múltban:
| Kijelentő cselekvő | Kijelentő szenvedő | Kötőmód cselekvő | Kötőmód szenvedő    |
| ------------------ | ------------------ | ---------------- | ------------------- |
| custodiv-eram      | custoditus 3 eram  | custodiv-issem   | custoditus 3 essem  |
| custodiv-eras      | custoditus 3 eras  | custodiv-isses   | custoditus 3 esses  |
| custodiv-erat      | custoditus 3 erat  | custodiv-isset   | custoditus 3 esset  |
| custodiv-eramus    | custoditi 3 eramus | custodiv-issemus | custoditi 3 essemus |
| custodiv-eratis    | custoditi 3 eratis | custodiv-issetis | custoditi 3 essetis |
| custodiv-erant     | custoditi 3 erant  | custodiv-issent  | custoditi 3 essent  |

A kötőmódnak nincs jövő ideje, így az alábbiakban csak a kijelentő mód szerepel:
Kijelentő cselekvő és szenvedő ragozás folyamatos jövőben:
| Kijelentő cselekvő | Kijelentő szenvedő |
| ------------------ | ------------------ |
| custodi-am         | custodi-ar         |
| custodi-es         | custodi-eris       |
| custodi-et         | custodi-etur       |
| custodi-emus       | custodi-emur       |
| custodi-etis       | custodi-emini      |
| custodi-ent        | custodi-entur      |

Kijelentő cselekvő és szenvedő ragozás befejezett jövőben:
| Kijelentő cselekvő | Kijelentő szenvedő |
| ------------------ | ------------------ |
| custodiv-ero       | custoditus 3 ero   |
| custodiv-eris      | custoditus 3 eris  |
| custodiv-erit      | custoditus 3 erit  |
| custodiv-erimus    | custoditi 3 erimus |
| custodiv-eritis    | custoditi 3 eritis |
| custodiv-erint     | custoditi 3 erint  |

#### Az igék névszói alakjai
Általában az igéknek vannak névszói alakjaik:
- főnévi igenevek: infinitivus, gerundium, supinum
- melléknévi igenév: participium

Infinitivusok léteznek mindhárom állapotban, és cselekvő, illetve szenvedő alakjaik is vannak.
Képzése:
Első igeragozás:
| Cselekvő                | Szenvedő              |
| ----------------------- | --------------------- |
| amare                   | amari                 |
| amavisse                | amatum, -am, -um esse |
| amaturum, -am, -um esse | amatum iri            |

Második igeragozás:
| Cselekvő                | Szenvedő              |
| ----------------------- | --------------------- |
| augere                  | augeri                |
| auxisse                 | auctum, -am, -um esse |
| aucturum, -am, -um esse | auctum iri            |

Harmadik igeragozás:
| Cselekvő                   | Szenvedő                 |
| -------------------------- | ------------------------ |
| pellicere                  | pellici                  |
| pellexisse                 | pellectum, -am, -um esse |
| pellecturum, -am, -um esse | pellectum iri            |

Negyedik igeragozás:
| Cselekvő                    | Szenvedő                  |
| --------------------------- | ------------------------- |
| custodire                   | custodiri                 |
| custodivisse                | custoditum, -am, -um esse |
| custoditurum, -am, -um esse | custoditum iri            |

Az infinitivusokat többek között igeneves szerkezetek képzésére használják, mint accusativus cum infinitivo (cselekvő értelmű) és nominativus cum infinitivo (szenvedő értelmű). A latin nyelv előnyben részesíti az igeneves szerkezeteket a mellékmondatokkal szemben (habár még így is léteznek mellékmondatok a nyelvben).
A participiumok képzése:
Első igeragozás:
| Cselekvő      | Szenvedő  |
| ------------- | --------- |
| amans, -antis |           |
|               | amatus 3  |
| amaturus 3    | amandus 3 |

Második igeragozás:
| Cselekvő       | Szenvedő   |
| -------------- | ---------- |
| augens, -entis |            |
|                | auctus 3   |
| aucturus 3     | augendus 3 |

Harmadik igeragozás:
| Cselekvő          | Szenvedő      |
| ----------------- | ------------- |
| pellicens, -entis |               |
|                   | pellectus 3   |
| pellecturus 3     | pellicendus 3 |

Negyedik igeragozás:
| Cselekvő           | Szenvedő       |
| ------------------ | -------------- |
| custodiens, -entis |                |
|                    | custoditus 3   |
| custoditurus 3     | custodiendus 3 |

A participiumok használhatók jelzőként, vagy igeneves szerkezetekben. Lásd: participium coniunctum és ablativus absolutus.
A gerundiumnak nincs alanyesete; ezt szükség esetén a cselekvő folyamatos infinitivus pótolja. Tárgyesete csak elöljárószóval használatos. Csak cselekvő, egyes számú alakjai vannak. Az imperfectum tőből képezhető. Képzője tárgyesetben -ndum, ami elé a harmadik és a negyedik igeragozásban -e- kerül:
amandum, augendum, pellicendum, custodiendum.
A gerundium tárgyesete mindig elöljárószóval áll. Birtokos esete főnevekkel, melléknevekkel fordul elő vonzatként. Részes esetben elvétve fordul elő; használatát a filológusok sem értik pontosan. Önálló határozói esete eszköz- vagy okhatározó, de elöljárószavakkal (a, ab, de, e, ex, in) is megtalálható.
Mondattani szempontból a gerundium állhat melléknévi jelzőként tárgyas, vagy tárgyatlan, és személytelen igékkel. Ekkor azt fejezi ki, hogy valami  valamire alkalmas, érdemes, vagy méltó. Az állítmány névszói részeként szükségszerűséget jelez. Néha tárggyal áll, de ehelyett a gerundivumot (beálló szenvedő participium) szokás előnyben részesíteni. Azonban, mivel a semleges nemben nincs különbség az alany- és a tárgyeset között, azért ekkor mégis a gerundium a szokásos választás.  A megfeleltetés: 
- A gerundium tárgya felveszi a gerundium esetét.
- A gerundiumot gerundivum helyettesíti, amit egyeztetni kell a volt tárggyal.

A supinum a supinum tőből képezhető. Csak tárgy- és határozói esete van. A tárgyeset végződése -um, a határozói eseté -u. Főnevesülve negyedik ragozási csoportú főnév lesz belőle, teljes ragozási sorral. A tárgyesetnek célhatározói, a határozói esetnek tekintethatározói jelentése van.
Egyes nyelvtanokban a gerundivum önálló igenévként szerepel, mely független az aspektusoktól is, de továbbra is szenvedő értelmű. Jelentősége a gerundium helyettesítésében áll.

## Rendhagyó igék
A rendhagyó igék egyes alakjainak képzése eltér a szokásos formától:
- edo, edere/esse, edi, esum eszik
- fero, ferre, tuli, latum hoz, visz
- vollo, velle, volui akar
- nolo, nolle, nolui nem akar
- malo, malle, malui inkább akar
- eo, ire, ivi, itum megy
- fio, fieri, factus sum lesz, válik valamivé
- sum, esse, fui van
- possum, posse, potui tud, képes vmire; -hat, -het

### Edo, edere/esse, edi, esum
Hiányos ragozású ige, szenvedő alakjai nincsenek. Lényegében a harmadik ragozási típushoz tartozik, de előfordulnak a ragozási sorba nem illeszkedő alakok is.
Kijelentő és kötőmódú cselekvő ragozás folyamatos jelenben:
| Kijelentő cselekvő | Kötőmód cselekvő |
| ------------------ | ---------------- |
| edo                | edam             |
| edis, es           | edas             |
| edit, est          | edat             |
| edimus             | edamus           |
| editis             | edatis           |
| edunt              | edant            |

Kijelentő és kötőmódú cselekvő ragozás befejezett jelenben:
| Kijelentő cselekvő | Kötőmód cselekvő |
| ------------------ | ---------------- |
| edi                | ederim           |
| edisti             | ederis           |
| edit               | ederit           |
| edimus             | ederimus         |
| editis             | ederitis         |
| ederunt            | ederint          |

Kijelentő és kötőmódú cselekvő ragozás folyamatos múltban:
| Kijelentő cselekvő | Kötőmód cselekvő  |
| ------------------ | ----------------- |
| edebam             | ederem, essem     |
| edebas             | ederes, esses     |
| edebat             | ederet, esset     |
| edebamus           | ederemus, essemus |
| edebatis           | ederetis, essetis |
| edebant            | ederent, essent   |

Kijelentő és kötőmódú cselekvő ragozás befejezett múltban:
| Kijelentő cselekvő | Kötőmód cselekvő |
| ------------------ | ---------------- |
| ederam             | edissem          |
| ederas             | edisses          |
| ederat             | edisset          |
| ederamus           | edissemus        |
| ederatis           | edissetis        |
| ederant            | edissent         |

A kötőmódnak nincs jövő ideje, így az alábbiakban csak a kijelentő mód szerepel:
Kijelentő cselekvő ragozás folyamatos jövőben:
| Kijelentő cselekvő |
| ------------------ |
| edam               |
| edes               |
| edet               |
| edemus             |
| edetis             |
| edent              |

Kijelentő cselekvő ragozás befejezett jövőben:
| Kijelentő cselekvő |
| ------------------ |
| edero              |
| ederis             |
| ederit             |
| ederimus           |
| ederitis           |
| ederint            |

Az első felszólító mód:
| Cselekvő    |
| ----------- |
| ede, es     |
| edite, este |

A második felszólító mód:
| Cselekvő        |
| --------------- |
| editō, estō     |
| editō, estō     |
| editōte, estote |
| eduntō          |

Infinitivusok:
| Cselekvő              |
| --------------------- |
| edere, esse           |
| edisse                |
| esurum, -am, -um esse |

Participiumok:
| Cselekvő      |
| ------------- |
| edens, -entis |
| esurus 3      |

A gerundium ragozása:
| Cselekvő |
| -------- |
| edendi   |
| edendo   |
| edendum  |
| edendo   |

### Fero, ferre, tuli, latum
Lényegében a harmadik ragozási típushoz tartozik, de egyes alakjai nem illeszkednek a ragozási sorba.
Kijelentő és kötőmódú cselekvő és szenvedő ragozás folyamatos jelenben:
| Kijelentő cselekvő | Kijelentő szenvedő | Kötőmód cselekvő | Kötőmód szenvedő |
| ------------------ | ------------------ | ---------------- | ---------------- |
| fero               | feror              | feram            | ferar            |
| fers               | ferris             | feras            | feraris          |
| fert               | fertur             | ferat            | feratur          |
| ferimus            | ferimur            | feramus          | feramur          |
| fertis             | ferimini           | feratis          | feratmini        |
| ferunt             | feruntur           | ferant           | ferantur         |

Kijelentő és kötőmódú cselekvő és szenvedő ragozás befejezett jelenben:
| Kijelentő cselekvő | Kijelentő szenvedő | Kötőmód cselekvő | Kötőmód szenvedő |
| ------------------ | ------------------ | ---------------- | ---------------- |
| tuli               | latus 3 sum        | tulerim          | latus 3 sim      |
| tulisti            | latus 3 es         | tuleris          | latus 3 sis      |
| tulit              | latus 3 est        | tulerit          | latus 3 sit      |
| tulimus            | lati 3 sumus       | tulerimus        | lati 3 simus     |
| tulitis            | lati 3 estis       | tuleritis        | lati 3 sitis     |
| tulerunt           | lati 3 sunt        | tulerint         | lati 3 sint      |

Kijelentő és kötőmódú cselekvő és szenvedő ragozás folyamatos múltban:
| Kijelentő cselekvő | Kijelentő szenvedő | Kötőmód cselekvő | Kötőmód szenvedő |
| ------------------ | ------------------ | ---------------- | ---------------- |
| ferebam            | ferebar            | ferrem           | ferrer           |
| ferebas            | ferebaris          | ferres           | ferreris         |
| ferebat            | ferebatur          | ferret           | ferretur         |
| ferebamus          | ferebamur          | ferremus         | ferremur         |
| ferebatis          | ferebamini         | ferretis         | ferremini        |
| ferebant           | ferebantur         | ferrent          | ferrentur        |

Kijelentő és kötőmódú cselekvő és szenvedő ragozás befejezett múltban:
| Kijelentő cselekvő | Kijelentő szenvedő | Kötőmód cselekvő | Kötőmód szenvedő  |
| ------------------ | ------------------ | ---------------- | ----------------- |
| tuleram            | latus 3 eram       | tulissem         | latus 3 essem     |
| tuleras            | latus 3 eras       | tulisses         | latus 3 esses     |
| tulerat            | latus 3 erat       | tulisset         | pellectus 3 esset |
| tuleramus          | lati 3 eramus      | tulissemus       | lati 3 essemus    |
| tuleratis          | lati 3 eratis      | tulissetis       | lati 3 essetis    |
| tulerant           | lati 3 erant       | tulissent        | lati 3 essent     |

A kötőmódnak nincs jövő ideje, így az alábbiakban csak a kijelentő mód szerepel:
Kijelentő cselekvő és szenvedő ragozás folyamatos jövőben:
| Kijelentő cselekvő | Kijelentő szenvedő |
| ------------------ | ------------------ |
| feram              | ferar              |
| feres              | fereris            |
| feret              | feretur            |
| feremus            | feremur            |
| feretis            | feremini           |
| ferent             | ferentur           |

Kijelentő cselekvő és szenvedő ragozás befejezett jövőben:
| Kijelentő cselekvő | Kijelentő szenvedő |
| ------------------ | ------------------ |
| tulerim            | latus 3 ero        |
| tuleris            | latus 3 eris       |
| tulerit            | latus 3 erit       |
| tulerimus          | lati 3 erimus      |
| tuleritis          | lati 3 eritis      |
| tulerint           | lati 3 erint       |

Az első felszólító mód:
| Cselekvő | Szenvedő |
| -------- | -------- |
| fer      | ferre    |
| ferte    | ferimini |

A második felszólító mód:
| Cselekvő | Szenvedő |
| -------- | -------- |
| fertō    | fertor   |
| fertō    | fertor   |
| fertōte  |          |
| feruntō  | feruntor |

Infinitivusok:
| Cselekvő               | Szenvedő             |
| ---------------------- | -------------------- |
| ferre                  | ferri                |
| tulisse                | latum, -am, -um esse |
| laturum, -am, -um esse | latum iri            |

Participiumok:
| Cselekvő       | Szenvedő   |
| -------------- | ---------- |
| ferens, -entis |            |
|                | latus 3    |
| laturus 3      | ferendus 3 |

A gerundium ragozása:
| Cselekvő |
| -------- |
| ferendi  |
| ferendo  |
| ferendum |
| ferendo  |

### Volo, velle, volui és társai
Hiányos ragozású igék, szenvedő alakjaik nincsenek.
Kijelentő és kötőmódú cselekvő ragozás folyamatos jelenben:
| Volo - kijelentő cselekvő | Volo - kötőmód cselekvő | Nolo - kijelentő cselekvő | Nolo - kötőmód cselekvő | Malo - kijelentő cselekvő | Malo - kötőmód cselekvő |
| ------------------------- | ----------------------- | ------------------------- | ----------------------- | ------------------------- | ----------------------- |
| volo                      | velim                   | nolo                      | nolim                   | malo                      | malim                   |
| vis                       | velis                   | non vis                   | nolis                   | mavis                     | malis                   |
| vult                      | velit                   | non vult                  | nolit                   | mavult                    | malit                   |
| volumus                   | velimus                 | nolumus                   | nolimus                 | malumus                   | malimus                 |
| voltis                    | velitis                 | noltis                    | nolitis                 | mavultis                  | malitis                 |
| volunt                    | velint                  | nolunt                    | nolint                  | malunt                    | malint                  |

Kijelentő és kötőmódú cselekvő ragozás befejezett jelenben:
| Volo - kijelentő cselekvő | Volo - kötőmód cselekvő | Nolo - kijelentő cselekvő | Nolo - kötőmód cselekvő | Malo - kijelentő cselekvő | Malo - kötőmód cselekvő |
| ------------------------- | ----------------------- | ------------------------- | ----------------------- | ------------------------- | ----------------------- |
| volui                     | voluerim                | nolui                     | noluérim                | malui                     | maluérim                |
| voluisti                  | volueris                | noluisti                  | nolueris                | maluisti                  | malueris                |
| voluit                    | voluerit                | noluit                    | noluerit                | maluit                    | maluerit                |
| voluimus                  | voluerimus              | noluimus                  | noluerimus              | maluimus                  | maluerimus              |
| voluistis                 | volueritis              | noluistis                 | nolueritis              | maluistis                 | malueritis              |
| voluerunt                 | voluerint               | noluerunt                 | noluerint               | maluerunt                 | maluerint               |

Kijelentő és kötőmódú cselekvő ragozás folyamatos múltban:
| Volo - kijelentő cselekvő | Volo - kötőmód cselekvő | Nolo - kijelentő cselekvő | Nolo - kötőmód cselekvő | Malo - kijelentő cselekvő | Malo - kötőmód cselekvő |
| ------------------------- | ----------------------- | ------------------------- | ----------------------- | ------------------------- | ----------------------- |
| volebam                   | vellem                  | nolebam                   | nollem                  | malebam                   | mailem                  |
| volebas                   | velles                  | nolebas                   | nolles                  | malebas                   | mailes                  |
| volebat                   | vellet                  | nolebat                   | nollet                  | malebat                   | vellet                  |
| volebamus                 | vellemus                | nolebamus                 | nollemus                | malebamus                 | mallemus                |
| volebatis                 | velletis                | nolebatis                 | nolletis                | malebatis                 | malletis                |
| volebant                  | vellent                 | nolebant                  | nollent                 | malebant                  | mailent                 |

Kijelentő és kötőmódú cselekvő ragozás befejezett múltban:
| Volo - kijelentő cselekvő | Volo - kötőmód cselekvő | Nolo - kijelentő cselekvő | Nolo - kötőmód cselekvő | Malo - kijelentő cselekvő | Malo - kötőmód cselekvő |
| ------------------------- | ----------------------- | ------------------------- | ----------------------- | ------------------------- | ----------------------- |
| volueram                  | voluissem               | nolueram                  | noluissem               | malueram                  | maluissem               |
| volueras                  | voluisses               | nolueras                  | noluisses               | malueras                  | maluisses               |
| voluerat                  | voluisset               | noluerat                  | noluisset               | maluerat                  | maluisset               |
| volueramus                | voluissemus             | nolueramus                | noluissemus             | malueramus                | maluissemus             |
| volueratis                | voluissetis             | nolueratis                | noluissetis             | malueratis                | maluissetis             |
| voluerant                 | voluissent              | noluerant                 | noluissent              | maluerant                 | maluissent              |

A kötőmódnak nincs jövő ideje, így az alábbiakban csak a kijelentő mód szerepel:
Kijelentő cselekvő ragozás folyamatos jövőben:
| Volo - kijelentő cselekvő | Nolo - kijelentő cselekvő | Malo - kijelentő cselekvő |
| ------------------------- | ------------------------- | ------------------------- |
| volam                     | nolam                     | malam                     |
| voles                     | noles                     | males                     |
| volet                     | nolet                     | malet                     |
| volemus                   | nolemus                   | malemus                   |
| voletis                   | noletis                   | maletis                   |
| volent                    | nolent                    | malent                    |

Kijelentő cselekvő ragozás befejezett jövőben:
| Volo - kijelentő cselekvő | Nolo - kijelentő cselekvő | Malo - kijelentő cselekvő |
| ------------------------- | ------------------------- | ------------------------- |
| voluero                   | noluero                   | maluero                   |
| volueris                  | nolueris                  | malueris                  |
| voluerit                  | noluerit                  | maluerit                  |
| voluerimus                | noluerimus                | maluerimus                |
| volueritis                | nolueritis                | malueritis                |
| voluerint                 | noluerint                 | maluerint                 |

Felszólító módja csak a nolo igének van:
Az első felszólító mód:
| Cselekvő |
| -------- |
| noli     |
| nolite   |

A második felszólító mód:
| Cselekvő |
| -------- |
| nolito   |
| nolito   |
| nolitote |
| nolunto  |

Tiltásokban használják.
Infinitivusok:
| Volo - cselekvő | Nolo - cselekvő | Malo - cselekvő |
| --------------- | --------------- | --------------- |
| volo            | nolle           | malle           |
| voluisse        | noluisse        | maluisse        |

Participiumok:
- A volo igének csak folyamatos cselekvő participiuma van: volens
- A nolo igének csak folyamatos cselekvő participiuma van: nolens
- A malo igének nincs participiuma.

Gerundiumok:
Csak a nolo igének van gerundiuma:
| Cselekvő |
| -------- |
| nolendi  |
| nolendo  |
| nolendum |
| nolendo  |

### Eo, ire, ivi, itum
Nagyjából a negyedik csoportot követi.
Kijelentő és kötőmódú cselekvő ragozás folyamatos jelenben:
| Kijelentő cselekvő | Kötőmód cselekvő |
| ------------------ | ---------------- |
| eo                 | eam              |
| is                 | eas              |
| it                 | eat              |
| imus               | eamus            |
| itis               | eatis            |
| eunt               | eant             |

Kijelentő és kötőmódú cselekvő ragozás befejezett jelenben:
| Kijelentő cselekvő | Kötőmód cselekvő |
| ------------------ | ---------------- |
| ivi                | iverim           |
| ivisti             | iveris           |
| ivit               | iverit           |
| ivimus             | iverimus         |
| ivitis             | iveritis         |
| iverunt            | iverint          |

Kijelentő és kötőmódú cselekvő ragozás folyamatos múltban:
| Kijelentő cselekvő | Kötőmód cselekvő |
| ------------------ | ---------------- |
| ibam               | irem             |
| ibas               | ires             |
| ibat               | iret             |
| ibamus             | iremus           |
| ibatis             | iretis           |
| ibant              | irent            |

Kijelentő és kötőmódú cselekvő ragozás befejezett múltban:
| Kijelentő cselekvő | Kötőmód cselekvő |
| ------------------ | ---------------- |
| iveram             | ivissem          |
| iveras             | ivisses          |
| iverat             | ivisset          |
| iveramus           | ivissemus        |
| iveratis           | ivissetis        |
| iverant            | ivissent         |

A kötőmódnak nincs jövő ideje, így az alábbiakban csak a kijelentő mód szerepel:
Kijelentő cselekvő ragozás folyamatos jövőben:
| Kijelentő cselekvő |
| ------------------ |
| ibam               |
| ibas               |
| ibat               |
| ibamus             |
| ibatis             |
| ibant              |

Kijelentő cselekvő ragozás befejezett jövőben:
| Kijelentő cselekvő |
| ------------------ |
| ivero              |
| iveris             |
| iverit             |
| iverimus           |
| iveritis           |
| iverint            |

Az első felszólító mód:
| Cselekvő |
| -------- |
| i        |
| ite      |

A második felszólító mód:
| Cselekvő |
| -------- |
| itō      |
| itō      |
| itōte    |
| euntō    |

Infinitivusok:
| Cselekvő              |
| --------------------- |
| ire                   |
| ivisse, iisse         |
| iturum, -am, -um esse |

Participiumok:
| Cselekvő     |
| ------------ |
| iens, euntis |
| iturus 3     |

A gerundium ragozása:
| Cselekvő |
| -------- |
| eundi    |
| eundo    |
| eundum   |
| eundo    |

Supinum: itum, itu.

### Fio, fieri, factus sum
Félig álszenvedő ige, befejezett cselekvő alakjai a szenvedő igeragozás mintájára alakulnak.
Kijelentő és kötőmódú cselekvő ragozás folyamatos jelenben:
| Kijelentő cselekvő | Kötőmód cselekvő |
| ------------------ | ---------------- |
| fio                | fiam             |
| fis                | fias             |
| fit                | fiat             |
| fimus              | fiamus           |
| fitis              | fiatis           |
| fiunt              | fiant            |

Kijelentő és kötőmódú cselekvő ragozás befejezett jelenben:
| Kijelentő cselekvő | Kötőmód cselekvő |
| ------------------ | ---------------- |
| factus 3 sum       | factus 3 sim     |
| factus 3 es        | factus 3 sis     |
| factus 3 est       | factus 3 sit     |
| facti 3 sumus      | factus 3 simus   |
| facti 3 estis      | factus 3 sitis   |
| facti 3 sunt       | factus 3 sint    |

Kijelentő és kötőmódú cselekvő ragozás folyamatos múltban:
| Kijelentő cselekvő | Kötőmód cselekvő |
| ------------------ | ---------------- |
| fiebam             | fierem           |
| fiebas             | fieres           |
| fiebat             | fieret           |
| fiebamus           | fieremus         |
| fiebatis           | fieretis         |
| fiebant            | fierent          |

Kijelentő és kötőmódú cselekvő ragozás befejezett múltban:
| Kijelentő cselekvő | Kötőmód cselekvő |
| ------------------ | ---------------- |
| factus 3 eram      | factus 3 essem   |
| factus 3 eras      | factus 3 esses   |
| factus 3 erat      | factus 3 esset   |
| factus 3 eramus    | factus 3 essemus |
| factus 3 eratis    | factus 3 essetis |
| factus 3 erant     | factus 3 essent  |

A kötőmódnak nincs jövő ideje, így az alábbiakban csak a kijelentő mód szerepel:
Kijelentő cselekvő ragozás folyamatos jövőben:
| Kijelentő cselekvő |
| ------------------ |
| fiam               |
| fies               |
| fiet               |
| fiemus             |
| fietis             |
| fient              |

Kijelentő cselekvő ragozás befejezett jövőben:
| Kijelentő cselekvő |
| ------------------ |
| factus 3 ero       |
| factus 3 eris      |
| factus 3 erit      |
| facti 3 erimus     |
| facti 3 eritis     |
| facti 3 erint      |

Az első felszólító mód:
| Cselekvő |
| -------- |
| fi       |
| fite     |

Infinitivusok:
| Cselekvő              |
| --------------------- |
| fieri                 |
| factum, -am, -um esse |
| factum iri            |

Participiumai közül csak a befejezett létezik: factus 3
A többi, fel nem sorolt igenév nem létezik.

### Sum, esse, fui
A létigével együtt a possum, posse, potui ragozását is ismertetjük, mely a létige összetétele. Csak cselekvő alakjaik vannak.
Kijelentő és kötőmódú cselekvő ragozás folyamatos jelenben:
| Sum - kijelentő cselekvő | Sum - kötőmód cselekvő | Possum - kijelentő cselekvő | Possum - kötőmód cselekvő |
| ------------------------ | ---------------------- | --------------------------- | ------------------------- |
| sum                      | sim                    | possum                      | possim                    |
| es                       | sis                    | potes                       | possis                    |
| est                      | sit                    | potest                      | possit                    |
| sumus                    | simus                  | possumus                    | possimus                  |
| estis                    | sitis                  | possetis                    | possitis                  |
| sunt                     | sint                   | possunt                     | possint                   |

Kijelentő és kötőmódú cselekvő ragozás befejezett jelenben:
| Sum - kijelentő cselekvő | Sum - kötőmód cselekvő | Possum - kijelentő cselekvő | Possum - kötőmód cselekvő |
| ------------------------ | ---------------------- | --------------------------- | ------------------------- |
| fui                      | fuerim                 | potui                       | potuerim                  |
| fuisti                   | fueris                 | potuis                      | potueris                  |
| fuit                     | fuerit                 | potuit                      | potuerit                  |
| fuimus                   | fuerimus               | potuimus                    | potuerimus                |
| fuistis                  | fueritis               | potuistis                   | potueritis                |
| fuerunt                  | fuerint                | potuerunt                   | potuerint                 |

Kijelentő és kötőmódú cselekvő ragozás folyamatos múltban:
| Sum - kijelentő cselekvő | Sum - kötőmód cselekvő | Possum - kijelentő cselekvő | Possum - kötőmód cselekvő |
| ------------------------ | ---------------------- | --------------------------- | ------------------------- |
| eram                     | pessem, forem          | poteram                     | possem                    |
| eras                     | esses, fores           | poteras                     | posses                    |
| erat                     | esset, foret           | poterat                     | posset                    |
| eramus                   | essemus                | poteramus                   | possemus                  |
| eratis                   | essetis                | poteratis                   | possetis                  |
| erebant                  | essent, forent         | poterant                    | possent                   |

Kijelentő és kötőmódú cselekvő ragozás befejezett múltban:
| Sum - kijelentő cselekvő | Sum - kötőmód cselekvő | Possum - kijelentő cselekvő | Possum - kötőmód cselekvő |
| ------------------------ | ---------------------- | --------------------------- | ------------------------- |
| fueram                   | fuissem                | potueram                    | potuissem                 |
| fueras                   | fuisses                | potueras                    | potuisses                 |
| fuerat                   | fuisset                | potuerat                    | potuisset                 |
| fueramus                 | fuissemus              | potueramus                  | potuissemus               |
| fueratis                 | fuissetis              | potueratis                  | potuissetis               |
| fuerant                  | fuissent               | potuerant                   | potuissent                |

A kötőmódnak nincs jövő ideje, így az alábbiakban csak a kijelentő mód szerepel:
Kijelentő cselekvő ragozás folyamatos jövőben:
| Sum - kijelentő cselekvő | Possum - kijelentő cselekvő |
| ------------------------ | --------------------------- |
| ero                      | potero                      |
| eris                     | poteris                     |
| erit                     | poterit                     |
| erimus                   | poterimus                   |
| eritis                   | poteritis                   |
| erunt                    | poterunt                    |

Kijelentő cselekvő agozás befejezett jövőben:
| Sum - kijelentő cselekvő | Possum - kijelentő cselekvő |
| ------------------------ | --------------------------- |
| fuero                    | potuéro                     |
| fueris                   | potueris                    |
| fuerit                   | potuerit                    |
| fuerimus                 | potuerímus                  |
| fueritis                 | potuerltis                  |
| fuerint                  | potuerint                   |

Az első felszólító mód:
| Cselekvő |
| -------- |
| es       |
| este     |

A második felszólító mód:
| Cselekvő |
| -------- |
| estō     |
| estō     |
| estōte   |
| suntō    |

A possum igének nincs felszólító módja.
Infinitivusok:
| Sum - cselekvő               | Possum - cselekvő |
| ---------------------------- | ----------------- |
| esse                         | posse             |
| fuisse                       | potuisse          |
| futurum, -am, -um esse; fore |                   |

Gerundium és supinum nincs.
Egy másik összetétel:
| Kijelentő cselekvő |
| ------------------ |
| prosum             |
| prodes             |
| prodest            |
| prosűmus           |
| prodestis          |
| prosunt            |

További alakjai: prodero ; prosim; prodessem.

## Hiányos ragozású igék
Bár a rendhagyó igék ragozása hiányos, hagyományosan megkülönb9ztetik a rendhagyó és a hiányos igéket.

### Perfektív igék
A perfektív igéknek nincs folyamatos állapotuk, csak befejezett. Ezek a következők: 
- nōvī, nōvisse / nōsse – tudni
- coepī, coepisse – elkezdeni
- meminī, meminisse – emlékezni
- ōdī, ōdisse – gyűlölni

Hasonló felfogásban ragozódnak, mint az irodalmi magyar nyelvben a szoktam ige. Szótári alakjuk különbözik a legtöbb ige szótári alakjától, mivel az első alak a cselekvő befejezett jelen egyes szám első személyű alak, a második a befejezett infinitivus. Harmadik és negyedik alak nincs. Habár közülük több jelentése megengedné a szenvedő ragozást (próbálhatjuk: tudva lenni, elkezdve lenni, emlékeznek rám, gyűlölnek engem), szenvedő alakjaik sincsenek.
Kijelentő és kötőmódú cselekvő ragozások befejezett jelenben:
| Novi - kijelentő cselekvő | Novi - kötőmód cselekvő | Coepi - kijelentő cselekvő | Coepi - kötőmód cselekvő |
| ------------------------- | ----------------------- | -------------------------- | ------------------------ |
| novi                      | noverim                 | coepi                      | coeperim                 |
| novisti                   | noveris                 | coepisti                   | coeperis                 |
| novit                     | noverit                 | coepit                     | coeperit                 |
| novimus                   | noverimus               | coepimus                   | coeperimus               |
| novitis                   | noveritis               | coepistis                  | coeperitis               |
| noverunt                  | noverint                | coeperunt                  | coeperint                |

| Memini - kijelentő cselekvő | Memini - kötőmód cselekvő | Odi - kijelentő cselekvő | Odi - kötőmód cselekvő |
| --------------------------- | ------------------------- | ------------------------ | ---------------------- |
| memini                      | meminerim                 | odi                      | oderim                 |
| meministi                   | memineris                 | odisti                   | oderis                 |
| meminit                     | meminerit                 | odit                     | oderit                 |
| meminimus                   | meminerimus               | odimus                   | oderimus               |
| meminitis                   | memineritis               | odistis                  | oderitis               |
| meminerunt                  | meminerint                | oderunt                  | oderint                |

Kijelentő és kötőmódú cselekvő ragozások befejezett múltban:
| Novi - kijelentő cselekvő | Novi - kötőmód cselekvő | Coepi - kijelentő cselekvő | Coepi - kötőmód cselekvő |
| ------------------------- | ----------------------- | -------------------------- | ------------------------ |
| noveram                   | novissem                | coeperam                   | coepissem                |
| noveras                   | novisses                | coeperas                   | coepisses                |
| noverat                   | novisset                | coeperat                   | coepisset                |
| noveramus                 | novissemus              | coeperamus                 | coepissemus              |
| noveratis                 | novissetis              | coeperatis                 | coepissetis              |
| noverant                  | novissent               | coeperant                  | coepissent               |

| Memini - kijelentő cselekvő | Memini - kötőmód cselekvő | Odi - kijelentő cselekvő | Odi - kötőmód cselekvő |
| --------------------------- | ------------------------- | ------------------------ | ---------------------- |
| memineram                   | meminissem                | oderam                   | odissem                |
| memineras                   | meminisses                | oderas                   | odisses                |
| meminerat                   | meminisset                | oderat                   | odisset                |
| memineramus                 | meminissemus              | oderamus                 | odissemus              |
| memineratis                 | meminissetis              | oderatis                 | odissetis              |
| meminerant                  | meminissent               | oderant                  | odissent               |

Kijelentő ragozások befejezett jövőben:
| Novi - kijelentő cselekvő | Coepi - kijelentő cselekvő | Memini - kijelentő cselekvő | Odi - kijelentő cselekvő |
| ------------------------- | -------------------------- | --------------------------- | ------------------------ |
| novero                    | coepero                    | meminero                    | odero                    |
| noveris                   | coeperis                   | memineris                   | oderis                   |
| noverit                   | coeperit                   | meminerit                   | oderit                   |
| noverimus                 | coeperimus                 | meminerimus                 | oderimus                 |
| noveritis                 | coeperitis                 | memineritis                 | oderitis                 |
| noverint                  | coeperint                  | meminerint                  | oderint                  |

További alakok, illetve igenevek:
- A meminī ige felszólító módja: mementó, mementote.
- A coepī ige befejezett participiuma coeptus, beálló participiuma coepturus 3.
- Az ōdī ige beálló participiuma osorus 3.
- A coepī beálló infinitivusa: coepturum 3 esse.
- Az ōdī beálló infinitivusa: osorum 3 esse.

### További hiányos ragozású igék
Az inquam - mondom igének csak kijelentő, cselekvő alakjai vannak:
| Folyamatos jelen | Folyamatos múlt | Folyamatos jövő | Befejezett jelen |
| ---------------- | --------------- | --------------- | ---------------- |
| inquam           |                 |                 |                  |
| inques           |                 | inquies         | inquisti         |
| inquit           | inquiebat       | inquiet         | inquit           |
| inquimus         |                 |                 |                  |
| inquitis         |                 |                 |                  |
| inquiunt         |                 |                 |                  |

Igenevei nincsenek.
Az aio - (igent) mondok igének csak kijelentő módú, cselekvő alakjai vannak:
| Folyamatos jelen | Folyamatos múlt | Befejezett jelen |
| ---------------- | --------------- | ---------------- |
| aio              | aiebam          |                  |
| ais              | aiebas          |                  |
| ait              | aiebat          | ait              |
|                  | aiebamus        |                  |
|                  | aiebatis        |                  |
| aiunt            | aiebant         |                  |

Igenevei nincsenek.
A fari - szólni igének csak cselekvő alakjai vannak. Álszenvedő, ezért meglevő alakjai szenvedő alakúak:
| Folyamatos jelen | Folyamatos jövő | Befejezett jelen | Befejezett múlt |
| ---------------- | --------------- | ---------------- | --------------- |
|                  | fabor           |                  | fatus 3 eram    |
|                  |                 |                  |                 |
| fatur            |                 | fatus 3 est      |                 |
| famur            |                 |                  | fatus 3 erat    |
|                  |                 |                  |                 |
| fantur           |                 | fati 3 sunt      |                 |

Kötőmódja nincs, viszont van egy felszólító alakja: fare.
Igenevei:
- Folyamatos infinitivusa fari.
- Gerundiumának birtokos esete fandi, határozói esete fando.
- Supinumának csak határozói esete van: fatu.
- Folyamatos participiuma fans, -ntis; befejezezett participiuma fatus 3; beálló participiuma fandus 3.

Összetételei álszenvedő, így szenvedőben nem létező, amúgy teljes ragozású igék.
A quaeso igének csak ez a két alakja ismert: quaeso - kérlek, quaesumus - kérünk.

## Személytelen igék
A személytelen igéknek két csoportjuk van: az önálló személytelen igék, és a személyes igék személytelenül használva.
A valódi személytelen igék jelzik az időjárást, érzelmeket, érdekeltségeket fejeznek ki:
- Időjárást jelzők: fulgurat - villámlik; fulminat - villámlik; granidat - jégeső esik; ningit - havazik; pluit - esik; rorat - harmatozik; tonat - mennydörög; lapidat - kőeső esik; lucescit - virrad; vesperascit - esteledik.
- Érzelmeket kifejezők: miseret - szánok; piget - röstellek; poenitet - bánok; pudet - szégyellek; taedet - undorodom.
- Illik, kell jelentésekkel: decet - illik; dedecet - nem  illik; libet - tetszik;  licet - szabad; oportet - kell.
- Érdekeltség kifejezésére: interest, refert - érdekemben  van.

Személyes igék személytelen használata:
- A nem tárgyas igék egyes szám harmadik személyű szenvedő alakjai. Ebben a használatban az összetett alakokban az igenév semlegesnemű.
- Egyéb személytelen használat:  accedit - hozzájárul; accidit - megesik; contingit, evenit - történik, lesz; pertinet - illet; fit - lesz; conducit, expedit - használ; iuvat, delectat - jólesik; convénit - illik; constat - bizonyos; apparet,  liquet, patet - világos; sufficit - elegendő; superest - még hátravan;

fallit,  fugit, praeterit me - kikerüli a figyelmemet; placet - jónak   
látszik; praestat - jobb; restat - hátravan; vacat - nincs.

## Körülírt ragozás
A körülírt ragozás egységesen az ige beálló participiumából és a létige megfelelő alakjából áll. Az igenemet (cselekvő vagy szenvedő) és az alany nemét a participium fejezi ki, a létige pedig számban és személyben egyezik az alannyal.
A cselekvő körülírt ragozás szándékot, a cselekvésre való készülést fejezi ki. A szenvedő körülírt ragozás azt jelenti, hogy az adott cselekvést meg kell tenni, szenvedő személettel.

## Az igenemek használata
Csak a cselekvő és a szenvedő igenemeknek vannak külön alakjaik. A visszaható és a műveltető jelentést is ezek az alakok fejezik ki.
A nyelv szelleméhez inkább illik az élőlény, mint alany. Szemlélete inkább szenvedő, így a szenvedő igének is nagyobb szerepe van, mint modern európai nyelveknél. Gyakran, ha az alany nem élőlény lenne, akkor cselekvő helyett szenvedő mondatot találunk. A cselekvő határozói esetben áll, és ha személy, akkor még egy ab elöljárószó is jár hozzá. A beálló szenvedő participium kivétel, mivel mellette a cselekvő részes esetben is előfordulhat, különösen költőknél. Létezik továbbá a személytelen használatú szenvedő ragozás is, például: dicitur, dicuntur - mondják
Egyes igék szenvedőben visszaható jelentésűek, de előfordulnak külön visszaható igék is, melyek alakilag cselekvők. Költőknél abban is különbözik a szenvedő jelentéstől, hogy mellette a célpont tárgyesetben áll, ha egyáltalán ki van téve.
A műveltetés többféleképpen is kifejezhető:
- Cselekvő igével, a műveltető jelentés elhanyagolásával.
- Szenvedő igével: néhány ige szenvedő alakja ilyen értelmű.
- Iubeo + nominativus cum infinitivo.
- Curo + beálló szenvedő participium.
- Concedo + ut + mellékmondattal.
- Sino + accusativus cum infinitivo.
- Impedio, veto igékkel a műveltetés tagadható.

## A módok jelentése
Néhány szerkezetben eltér a magyar és a latin módhasználat, így például kötőmód helyett kijelentő módot találunk a következőkben: tudnék (-hatnék), possum;   tartoznám, debeo;  kellene, oportet; necesse est, illenék; decet, méltányos  volna;  aequum est, iustum est, igazságos volna; jobb volna, melius est; nehéz volna, difficile est; hosszadalmas volna, longum  est. További eltérő módhasználat: Ki ne tudná? quis ignorat ? Ki ne látta volna? quis non vidit ? Azt gondolnám, arbitror; azt gondoltam volna, arbitrabar. Sohasem hittem volna, nunquam existimavi.
Az első felszólító mód egy alkalomra szól. A második általánosabban betartandó utasítást, tiltást tartalmaz, például törvényekben. A tiltást inkább körülírás fejezi ki, mint nole, nolite.
A kötőmód használata összetett; ezért is szokták feltételes helyett kötőmódnak nevezni. Önálló használata: lehetőség, kívánság, felszólítás, tiltás kifejezése, de jelenthet megengedést, kételkedést, feltételezést is. A kötőmód mellékmondatokban bizonyos kötőszavakkal áll, vagy valamilyen, az adott mondatfajta által megengedett többletjelentést hordoz. Például a függő kérdésekben az állítmánynak kötőmódúnak kell lennie.
Az önálló kötőmódot tartalmazó mondatokban a tagadás működése:
- A lehetőséget, kívánságot, felszólítást kifejező mondatokban a tagadás a ne szócskával történik. Kivétel a tiltás, mert ahhoz általában körülírás használatos, így ilyenkor az egyszerű ne helyett a noli, nolite + infinitivus, vagy cave + ragozott ige. Időnként előfordul a ne is, de inkább befejezett alakokkal.
- A megengedést, kételkedést, feltételezést jelentő mondatokban a non szócskával lehet tagadni.

## Az igeidők használata
- A kijelentő mód folyamatos jelene jelen időként használatos. A kötőmód folyamatos jelene önállóan felszólító értelmű. A jelen idő előfordulhat múltbeli cselekvések leírására is, szerepe ekkor az előadás élénkítése.
- Az infinitivus előfordul pergő események leírásában. Jelen időnek számít, egyes vagy többes szám harmadik személyben.
- A kijelentő mód befejezett jelene múlt időként fordul elő, kapcsolatban a jelen idővel. Eredménye a jelenben is megvan. A kötőmód befejezett jelene tiltásokban és viszonyításokban szerepel önállóan.
- A kijelentő mód folyamatos múltja kifejezhet többszöri vagy folyamatos cselekvést, leírhat körülményeket, és jelezheti egy cselekvés sikertelenségét. Ugyanez az idő kötőmódban önálló használat esetén a feltételes mód jelen idejének felel meg.
- A kijelentő mód befejezett múltja önálló használatban ritkán fordul elő; ekkor a cselekvést nagyon réginek jelzi. Viszonyított használata gyakoribb, ekkor két múltbeli cselekvés közül a régibbet jelöli. Kötőmódban önálló használata a feltételes mód múlt idejének feleltethető meg.
- A folyamatos jövő idő általában jelöli a jövőbeli cselekvést. A befejezett jövő a jövőben egy időpontra, vagy egy másik jövőbeli cselekvéshez képest korábbinak gondolt jövőbeli cselekvést ad meg. Önálló használata ritkább, ekkor feltétlenül és hamarosan bekövetkező cselekvést ír le.

A kötőmód mellékmondatok idejét is viszonyítja.
- A szabályos egyeztetés szerint, ha a főmondat igeideje jelen, vagy jövő, akkor a kötőmódú mellékmondat ideje is jelen lesz. Ha a főmondat igeideje múlt, akkor a kötőmódú mellékmondat ideje is múlt. Ez a szabály független a főmondat módjától.
- Az eltéréses egyeztetés szerint a mellékmondat ideje lehet jelen akkor is, ha a főmondat ideje múlt. Ez történik például a következményes mellékmondatokban.

## Az igenevek használata

### Participium
A participium használható melléknévként, de igei természete miatt csak tárgyat vagy határozót vehet magához. Jelzője csak az igei természet elhagyásával lehet (szófajváltás). A nyelv életében a participiumok gyakran váltottak szófajt, melléknevekké, főnevekké váltak. Folyamatos participiumok gyakran állnak tárggyal vagy birtokos esettel. Az opus est mellett a befejezett participium főnévként szerepel. A beálló cselekvő participium szándékot és célt, a beálló szenvedő participium szükségességét fejezi ki.
Igeneves szerkezetei: participium coniunctum és ablativus absolutus. Tömöríthet jelzői, ok-, időhatározói mellékmondatokat. Az előbbi esetben a mellékmondat alanya szerepel a főmondatban, ekkor az állítmányból alkotott participiumot egyeztetni kell a főmondatban megtalált alannyal nemben, számban, esetben. Utóbbi esetben a mellékmondat alanya nincs a főmondatban, így azt határozói esetbe kell tenni, és egyeztetni kell a mellékmondati állítmányból képzett participiumot nemben, számban, esetben. A participiumok aspektusát a főmondathoz kell viszonyítani. Mivel nincs befejezett cselekvő participium, azért ilyen esetekben a mellékmondatot
szenvedővé kell alakítani.  Ebben az átalakításban meg kell tartani a participium igei természetét.

### Gerundium és supinum
A gerundium ragozásáról, eseteinek használatáról fentebb már írtunk. Főnevesülni ritkán szokott, úgyhogy jelzője nem lehet, csak tárgya vagy határozója. A tárggyal álló gerundium helyett azonban megszokottabb a beálló cselekvő participiummal (gerundivium) szerkezetet alkotni:
- A tárgy átveszi a gerundium esetét.
- A gerundium átalakul gerundivummá, és egyezik a volt tárggyal nemben, számban, esetben.

Mégis inkább a gerundiumot találjuk, és javasolt a használata, ha:
- A cselekvés  fontosabb
- A tárgy semlegesnemű
- Ha a gerundivumos szerkezet sok -orum, -arum végződést hozna be (többes szám birtokos eset, első-második csoport).

A supinum  használatáról fentebb írtunk. Gyakran főnevesül, ekkor a negyedik csoportba tartozó, teljes ragozási sorú, hímnemű főnév lesz belőle.

### Infinitivus
Az infinitivus önálló használata a magyar főnévi igenévhez hasonló, alany vagy tárgy lehet. Semlegesnemű főnévnek számít, és a gerundium alanyesetét pótolja. Igeneves szerkezetei az acusativus cum infinitivo és a nominativus cum infinitivo. A továbbiakban a főige a főmondat állítmánya.
Mindkét szerkezet a hogy kötőszavas mellékmondatok megfelelőit rövidíti. A főige lehet:
- Érzékelést, észlelést, mondást, gondolást jelentő
- volo, nolo, malo, cupio, de ekkor a két mondat alanya különbözik; ha nem különbözik, akkor csak az infinitivus szerepel
- Érzelmet kifejező
- iubeo, veto; ekkor, ha a művelő ki van téve, akkor az infinitivus cselekvő, egyébként szenvedő
- statuo, decerno, ekkor az infinitivus mellett gerundium is szerepel
- sino, patior

Ekkor az accusativus cum infinitivo tárgy a mondatban. Alanyként szerepel a következő főigékkel:
- személytelen igék, mint apparet, consiat, conducit, expedit, convenit, decet, piacet, iuvat, nihil attinet, me fugit, me fallit
- aequum est, par est, iustum est, apertum est, manifestum est, credibile est, verum est, verisimile est, facile est, difficile est, honestum est, turpe est, fas est, nefas est, scelus est, fama est, opinio est, spes est, opus est
- opus est mellett állhat puszta infinitivus
- necesse est, oportet mellett állhat puszta infinitivus vagy kötőmódú alak
- szenvedőbe tett mondást jelentő ige + est
- dicitur, traditur mellett abban a jelentésbenm, hogy valaki mondja
- videtur mellett, helyesnek látszik jelentésben
- nuntiatur, híresztelik jelentéssel

Közvetlen észleléskor az infinitivust participium helyettesítheti. Ha a mellékmondatban összehasonlítás szerepel, akkor az is tárgyesetbe kerül, amihez hasonlítunk.
Nominativus cum infinitivo áll a következőkkel:
- iubeor, vetor, sinor, videor, dicor, putor, existimor, iudicor, arguor, prohibeor személyes szenvedő igék mellett
- traditur, traduntur, fertur, feruntur alakok mellett

Ha a rövidítendő mellékmondatban kötőmód lenne, akkor az accusativus cum infinitivo helyett futurum 3 esse (fuisse), ut és megmarad a mellékmondat, vagy a cselekvő körülírt igeragozás megfelelő alakja áll.
A beálló infinitivus helyett is inkább fore (futurum esse), ut és kötőmód szerepel. Erre akkor is szükség van, ha az átalakítandó igének nincs supinuma.

## Külső linkek
https://bircahang.org/hasznos-latin-tablazatok-nyelvtanulashoz-vii/ - ötletadó színezéshez